# فيرينك شيريكي
فيرينك شيريكي (19 نوفمبر 1913 في بودابست - 5 أغسطس 1986 في بودابست )هي لاعبة كرة قدم مجرية تنافس في الألعاب الأولمبية الصيفية لعام 1936 .
كما أنها كانت جزءًا من فريق كرة اليد المجري ، الذي احتل المركز الرابع في البطولة الأولمبية .

## وصلات خارجية
- فيرينك شيريكي على موقع أوليمبيديا (الإنجليزية)